# Toro Rosso STR9
Chronologie des modèles (2014)
Toro Rosso STR8 Toro Rosso STR10
La Toro Rosso STR9 est la monoplace de Formule 1 engagée par l'écurie italienne Scuderia Toro Rosso dans le cadre du championnat du monde de Formule 1 2014. Elle est pilotée par le Français Jean-Éric Vergne, titulaire au sein de l'écurie depuis 2012, et le Russe Daniil Kvyat, champion de GP3 Series 2013. Conçue par l'ingénieur britannique James Key, la STR9, présentée le 27 janvier 2014 sur le circuit permanent de Jerez en Espagne, reprend les bases de la réglementation technique en vigueur pour cette saison, avec notamment un moteur turbo, qui fait son retour dans la discipline.

## Création de la monoplace
La réglementation technique de la Formule 1 évoluant radicalement en 2014, la Toro Rosso STR9 est dotée d'un moteur V6 turbo, d'un système de récupération de l'énergie cinétique de 161 chevaux contre 80 les années précédentes, un museau en fourmilier à 185 millimètres au-dessus du sol, un aileron avant raccourci de 150 millimètres et un gain de masse de 49 kilogrammes.
Techniquement, la différence majeure de la STR9 par rapport à sa devancière, la Toro Rosso STR8, est son moteur V6 Renault, remplaçant le moteur Ferrari, utilisé depuis 2007. La STR9 arbore un nez de fourmilier en configuration haute et inclinée en ligne droite, ainsi le nez est un rajout technique pour satisfaire la réglementation sans entraver l'aérodynamique de la voiture. L'aileron avant, inspiré de celui de la saison précédente, dispose de dérives plus dégagées, d'une lame et de mini-ailerons plus arrondis et d'ailerons au niveau du porte-moyeu permettant de guider l’air vers les pontons et d’accélérer le flux sous la voiture en plus d’apporter un peu d’appui. La suspension arrière de la STR9 est quelque peu recouverte par la carrosserie et dispose de plusieurs ailerons visant à améliorer l'appui aérodynamique. L'aileron arrière est inspiré des précédentes monoplaces de l'écurie Red Bull Racing, tandis que le mât central, obligatoire, ne se prolonge qu'à mi-chemin de la partie inférieure de l'aileron et présente un double aileron au-dessus de la sortie d’échappement centrale. Le profil latéral de la coque de la STR9 ressemble à la Williams FW21 de 1999. La prise d'air moteur est triangulaire et se termine vers la suspension arrière. Les pontons, hauts sur la monoplace, sont plus importants que sur la STR8.
Lors de la présentation de la STR9, Franz Tost, le directeur de l'écurie, explique que « l'équipe restait à l’usine jusqu'à 2h du matin pour terminer » la voiture. et que cette saison est une « fantastique opportunité de faire un bond en avant dans la hiérarchie »,.
James Key, le directeur technique de Toro Rosso, déclare : « L’aéro a été ma priorité, notre priorité, et de loin. Il a fallu faire progresser nos ressources pour être au niveau. Le département aéro a été agrandi et il y a beaucoup de nouvelles personnes, très expérimentées ». Il explique que le moteur Renault permet de créer des synergies avec l'écurie Red Bull Racing, dont Red Bull Technology fournit la boîte de vitesses aux deux équipes, mais rassure quant au fait que « le reste est un pur produit de Toro Rosso, comme l’impose le règlement ».
Luca Furbatto, le designer en chef de l'écurie, indique que la conception de la STR9 a débuté à l'été 2012 et que son premier passage en soufflerie s'est effectué avant Noël 2012, alors que Toro Rosso travaillait encore à la conception de la STR8. Il indique en outre que la nouvelle monoplace est composée de 98 % de nouvelles pièces. Furbatto déclare également que le radiateur censé refroidir le moteur turbo a été sujet à « 17 configurations différentes » avant de n'en choisir qu'une seule.
La STR9 a effectué son premier roulage le 24 janvier 2014 lors d'un déverminage sur le circuit de Misano, en Italie, avec Vergne et Kvyat.

## Résultats en championnat du monde de Formule 1
| Saison | Écurie              | Moteur                          | Pneus   | Pilotes          | Courses | Courses | Courses | Courses | Courses | Courses | Courses | Courses | Courses | Courses | Courses | Courses | Courses | Courses | Courses | Courses | Courses | Courses | Courses | Points inscrits | Classement |
| Saison | Écurie              | Moteur                          | Pneus   | Pilotes          | 1       | 2       | 3       | 4       | 5       | 6       | 7       | 8       | 9       | 10      | 11      | 12      | 13      | 14      | 15      | 16      | 17      | 18      | 19      | Points inscrits | Classement |
| ------ | ------------------- | ------------------------------- | ------- | ---------------- | ------- | ------- | ------- | ------- | ------- | ------- | ------- | ------- | ------- | ------- | ------- | ------- | ------- | ------- | ------- | ------- | ------- | ------- | ------- | --------------- | ---------- |
| 2014   | Scuderia Toro Rosso | Renault Energy F1-2014 V6 Turbo | Pirelli |                  | AUS     | MAL     | BAH     | CHI     | ESP     | MON     | CAN     | AUT     | GBR     | ALL     | HON     | BEL     | ITA     | SIN     | JAP     | RUS     | USA     | BRÉ     | ABU     | 30              | 7e         |
| 2014   | Scuderia Toro Rosso | Renault Energy F1-2014 V6 Turbo | Pirelli | Jean-Éric Vergne | 8e      | Abd     | Abd     | 12e     | Abd     | Abd     | 8e      | Abd     | 10e     | 13e     | 9e      | 11e     | 13e     | 6e      | 9e      | 13e     | 10e     | 13e     | 12e     | 30              | 7e         |
| 2014   | Scuderia Toro Rosso | Renault Energy F1-2014 V6 Turbo | Pirelli | Daniil Kvyat     | 9e      | 10e     | 11e     | 10e     | 14e     | Abd     | Abd     | Abd     | 9e      | Abd     | 14e     | 9e      | 11e     | 14e     | 11e     | 14e     | 15e     | 11e     | Abd     | 30              | 7e         |

Légende : ici